# Eleccions al Consell Insular de Formentera de 2011
Les eleccions al Consell Insular de Formentera de 2011 cita electoral que se celebrà el 22 de maig de 2011. Tenien dret de vot tots els ciutadans majors de 18 anys empadronats a Formentera. Dins el marc de les eleccions al Parlament de les Illes Balears.

## Candidatures

### Candidatures presents al Consell Insular de Formentera
| Partit                                             | Candidat             | Observacions                                        |
| -------------------------------------------------- | -------------------- | --------------------------------------------------- |
| Gent per Formentera (GxF)                          | Jaume Ferrer Ribas   |                                                     |
| Sa Unió de Formentera (SUF)                        | Javier Serra Torres  | Coalició del PP – Grup d'Independents de Formentera |
| Partit Socialista de les Illes Balears (PSIB-PSOE) | Hilari Ferrer Ferrer |                                                     |

### Candidatures sense presència al Consell Insular de Formentera
| Partit                                         | Candidat                   | Observacions |
| ---------------------------------------------- | -------------------------- | ------------ |
| Partit Renovador d'Eivissa i Formentera (PREF) | Cándido Valladolid Buendía |              |

## Sondejos
| Enquesta             | SUF | GxF | PSIB-PSOE | Altres |
| -------------------- | --- | --- | --------- | ------ |
| Ultima Hora(9/2010)  | 40% | 38% | 19%       | 3%     |
| Projecció d'escons   | 6   | 5   | 2         |        |
| Ultima Hora(12/2010) | 40% | 37% | 20%       | 3%     |
| Projecció d'escons   | 6   | 5   | 2         |        |
| Ultima Hora(2/2011)  | 41% | 36% | 20%       | 3%     |
| Projecció d'escons   | 6   | 5   | 2         |        |
| Ultima Hora(3/2011)  | 42% | 34% | 20%       | 4%     |
| Projecció d'escons   | 6   | 5   | 2         |        |

## Resultats
| Candidatures                            | Vots  | Percentatge | Consellers |
| --------------------------------------- | ----- | ----------- | ---------- |
| Gent per Formentera                     | 1.662 | 44,04%      | 6          |
| Sa Unió                                 | 1.308 | 34,66%      | 5          |
| PSIB-PSOE                               | 577   | 15,29%      | 2          |
| Partit Renovador d'Eivissa i Formentera | 152   | 4,03%       |            |